# دریاچه آبرائو
دریاچه آبرائو (به لاتین: Lake Abrau) یک دریاچه در روسیه است که در سرزمین کراسنودار واقع شده‌است.